# AB1 (navire)
AB1 ou A.B.1 est une ancienne vedette à passagers en acier construite par les chantiers Dubigeon à Nantes-Chantenay en 1935. Elle a assuré entre 1939 et 1989 la traversée de la Rance, entre Saint-Malo et Dinard. Classée depuis Monument historique, elle a été restaurée et remise à l'eau à Saint-Malo en 2016 sous le nom de Commandant Jean O'Neill.

## Histoire
Commandée par la Société des Autos-Bateaux de la Basse-Loire, la vedette  est construite  aux chantiers Dubigeon à Nantes. Avec une coque en acier, elle est longue de 20,68 m pour une largeur de 4,63 m et peut transporter jusqu'à 150 passagers sur de courtes distances ; elle est équipée d'un moteur de 100 cv propulsant une hélice unique. La vedette est lancée le 6 août 1935 et assure des navigations sur la Loire, à Nantes. Trois vedettes ont ainsi été construites pour cette compagnie nantaise, baptisées AB pour « Auto-Bateau », AB1, AB2 et AB3, les deux premières étant identiques,. 
En juin 1939, AB1 est revendue à la Société des bateaux de la côte d'Émeraude (future Compagnie des vedettes blanches) pour assurer la traversée de la Rance entre Saint-Malo et Dinard. Elle est sabordée dans l'avant port de Saint-Malo à l'été 1940, avant l'arrivée des Allemands, et ne sera renflouée qu'après la libération de la ville par la compagnie des Abeilles. Elle reprend alors ses traversées.  
Avec la construction du barrage de la Rance et le nouveau franchissement routier qu'il offre en 1966, le trafic fluvial passagers entre les deux rives baisse. L'AB1 est désarmée en 1989 et laissée à l'abandon à Saint-Malo, près de l'actuel pôle naval Jacques-Cartier. En 1992, l'Amerami, une association de sauvegarde du patrimoine maritime liée au musée de la Marine, en fait l'acquisition auprès d'Émeraude Lines (anciennement Compagnie des vedettes blanches) dans le but de préserver ce patrimoine. Elle est classée Monument historique à titre d'objet le 6 septembre 1993,. Des travaux de restauration  sont menés, pour un montant de 300 000 € pris en charge par l'association, la Direction régionale des Affaires culturelles (DRAC) et 70 donateurs. 
En 2005, un des administrateurs de l'association, André O’Neill la rachète et la renomme en novembre 2007 Commandant Jean O’Neill, en mémoire de son père, un ancien officier de marine,. Il poursuit les travaux à partir de 2007. Le moteur, irrécupérable, est changé au profit d'un groupe électrogène couplé à un moteur électrique. André O'Neill indique que « l'esprit du bateau et de l’apparence a été respecté, avec quelques compromis ». Par exemple les banquettes en toile qui servaient à transporter les passagers n'ont pas été réinstallées. Le bateau est apte à la navigation depuis fin 2020 et servira pour des croisières sur la Rance et comme lieu pour des  conférences.

## Caractéristiques
- Vedette à passagers transbordeuse sans cabine. Timonerie située entre le pont arrière couvert par une toiture et le salon avant.
- Coque en acier riveté et soudé
- Gouvernail non compensé et hélice unique.
- Longueur : 20,68 m[1]
- Largeur : 4,63 m[1]
- Creux : 1,84 m[1]
- Jauge brute : 45,89 tx[1]
- Jauge nette : 15,79 tx[1]
- moteur origine :  100 cv, type DK2[1]